# Лепёшкины
Лепёшкины — одна из старейших купеческих династий Москвы. Подавляющее большинство Лепёшкиных были меценатами, предпринимателями, благотворителями и общественными деятелями. Родоначальником династии считается Логин Козьмич (1761, Кашира — 1823, Москва).

## История

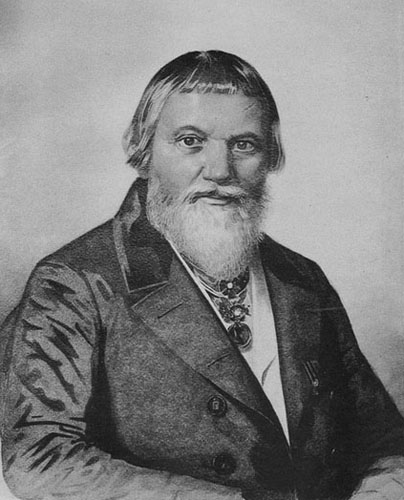
Изображение Лепёшкина Семёна Логиновича

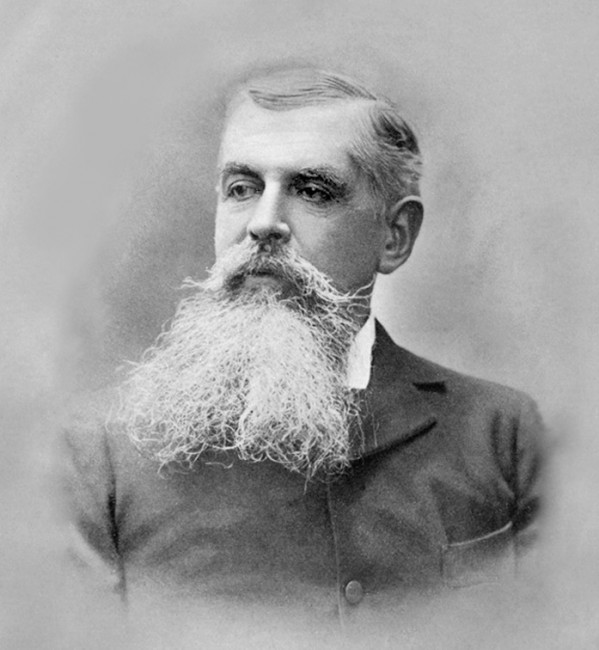
Изображение Семёна Васильевича Лепёшкина

Одной из старейших и популярнейших династий в Москве была династия Лепёшкиных. Их истоки зародились в Москве после Отечественной войны 1812 года. Логин Кузьмич (1763—1823) с семьёй вступил в ряды московского купечества, переехав из города Каширы Тульской губернии. Его сыновья Василий и Семён дали исток двум известным ветвям этой династии.
Василий Логинович Лепёшкин (1785—1840) являлся купцом 1-й гильдии и потомственным почётным гражданином. За принесённую им пользу в развитии промышленности и предпринимательства он получил должность мануфактур-советника. Василий Логинович основал несколько химических заводов — один из них в 1824 году находился в Москве на Мытной улице, а другой в Иваново-Вознесенске в 1836 году. Его сыновья Николай (1819—1878), Василий (1838—1889), Александр (1825—1885), Сергей (1823—?) унаследовали все эти две фабрики, а затем предприятия перешли к внукам Николая, старшего ребёнка.
Николай Васильевич Лепёшкин, старший сын Василия Логиновича, был мануфактур-советником. Он построил два маленьких химических завода на территории Владимирской губернии: один завод в с. Дмитровка Шуйского уезда, а другой в с. Хомутово Ковровского уезда. После того, как Николай Васильевич умер, все его предприятия были объединены в фирму «ЛЕПЁШКИНА Н. В. сыновья».
Семён Логинович Лепёшкин (1787—1855) также получил звание мануфактур-советника и с 1833 года числился купцом 1-й гильдии и был потомственным почётным гражданином. В конце 20-х годов девятнадцатого столетия Семён Логинович основывает и расширяет текстильное производство. Фабрика была построена в Дмитровском уезде (Московская губерния); через 12 лет на предприятии работало 1200 человек.
Текстильное производство принесло семье Лешёкиных большие богатства и славу во всей Российской империи. Предприятие по своему техническому обеспечиванию считалось одним из лучших в районе, а уже в 1850-х годах на эту самую фабрику были поставлены механические станки. В 1878 году все пять предприятий по переработке хлопка объединились и на основе этого объединения создали «Товарищество Вознесенской мануфактуры Семёна Лепёшкина сыновей». Основной капитал сети фабрик составлял 3 миллиона рублей, что на то время считалось неимоверно большой суммой. В течение следующих десятилетий товарищество активно расширялось, фабрики всё больше модернизировались и улучшались. В 1915 году на предприятиях суммарно работало 3000 человек. С 1860 года поставки ситца осуществлялись в Среднюю Азию, где он пользовался большой популярностью.
У Семёна Логиновича было три сына, которые и унаследовали его дело: Дмитрий, Семён и Василий. Его дочь вышла замуж за известного текстильного фабриканта И. А. Лямина, который с 1871 года также являлся городским головой.
Род Лепёшкиных также отличился в общественной жизни и в благотворительной деятельности. Семён Логинович Лепёшкин был городским головой с 1846 по 1848 год. Он пожертвовал 30 тысяч рублей на пособие бедным, обеспечение богадельни и на стипендии в училищах.
Василий Семёнович Лепёшкин (1821—1860) пожертвовал 18 тысяч рублей на выплаты бедным, стипендии и обеспечение Андреевской богадельни. Его жена Варвара Яковлевна (1831—1901) была дочерью владельца одной мануфактуры. В 1887 году после смерти В. С. Лепёшкина в память своей скоропостижно умершей в 16 лет дочери основала женское профессиональное училище по улице Пятницкая, дом 48. Согласно завещанию, училище, построенное Варварой Яковлевной, было передано в юрисдикцию города Москвы, добавив к этому дару также 500 тысяч рублей на его содержание. В сегодняшние дни в здании заседает Астрономический Совет РАН.
С 1880 по 1890 Варвара Яковлевна была управляющей попечительского совета для слепых, а также почитаемым участником Екатерининского благотворительного общества. Сын Варвары Яковлевны и Василия Семёновича — Семён Васильевич Лепёшкин (1857—1913) основал за свои деньги в 1887 году первое общежитие для Московского университета (сейчас располагается на переулке Аксанова, дом 11). Являлся депутатом Мосгордумы и почитаемым членом Общества пособия нуждающимся студентам Императорского Московского университета.
Дмитрий Семёнович Лепёшкин (1828—1892) был дворянином, управлял «Товариществом Вознесенской мануфактуры». В 1880-х годах был собственником банкирской конторы на Троицком подворье. Согласно завещанию Дмитрий Лепёшкин передал 250 тысяч рублей на благотворительные дела. Входил в совет попечителей Николаевского дома призрения вдов и сирот купцов, был участником Комиссии публичных народных чтений.
Лепёшкины активно участвовали в жизни следующих храмов:
- «Троица в Вишняках»;
- «Преподобного Марона Пустынника»;
- «Зосимова Пустынь»[7];
- «Преподобного Марона Пустынника».

Практически все члены династии Лепёшкиных были старостами в какой-нибудь из этих церквей. В течение нескольких десятков лет они жертвовали немалые деньги на содержание этих храмов. Последняя настоятельницей монастыря «Зосимова Пустынь» была матушка Афанасия, или Александра Васильевна Лепёшкина. В 1928 году её выслали из монастыря, а через 4 года её арестовали. В 1993 году была посмертно реабилитирована и через 7 лет причислена к лику новомучеников.
На сегодняшний день в Московской области проживают потомки Василия Логиновича Лепёшкина — Наталья и Мария Григорьевны Лепёшкины.